# Мариентал
Мариентал (на африкаанс Mariental) е град в централна Намибия. През него минава главната Транснамибийска магистрала B1 от Виндхук до Кетмансхоп. Той е административен център на Регион Хардап, чиято територия е средище на народа нама (намакуа). В близост е и язовир Хардап, който е най-голямото изкуствено езеро в страната. Население към 2007 г. 14 240 жители.

## История
Града е наречен на името Мария. Така се е казвала жената на първия колониален завоевател на района Херман Бранд.
Река Фиш, която тече в южна посока в близост до града е причина за няколкото наводнения в западната му част. След непрекъснат дъжд през 2006 г. язовир Хардап е принуден да отвори шлюзовете като по този начин се наводнява града на 25 и 26 февруари 2006 г. Предишни наводнения са регистрирани през 1923 и 1934 г., а след изграждането през 1962 г. на язовира наводнения са регистрирани през 1972 и 2001 г.

## Икономика
Все още голям неизползван потенциал има туристическия бизнес в района. Добре развито е овцевъдството. Много популярно е развъждането и отглеждането на щрауси. Поради тази причина в града е изградена кланица за щрауси, която изнася месни продукти в цял свят. Благодарение на поливните води от язовир Хардап добре е развито и отглеждането на цитрусови плодове.

## Побратимени градове
- Виндхук, Намибия от 11 март 2003 г.
- Джънджоу, Китай